# 2005年度兒歌金曲頒獎典禮得獎名單
2005年度兒歌金曲頒獎典禮於2005年8月27日舉行。
主題：歡樂島
司儀：沈殿霞、安德尊、林曉峰、陳敏之、陸詩韻
兒童節大使：吳卓羲、莫凱謙、林曉峰、康子妮、陳敏之、劉家聰

## 十大兒歌金曲
- 《暴風兵團》 - 熊熊兒童合唱團
- 《投投籃球》 - 鄧健泓、蔡淇俊、劉家聰、李霖恩、李泳漢、張國洪
- 《星夢馬戲》 - 楊思琦
- 《美食歌》 - 黎諾懿、蓋世寶、何婷恩
- 《Mr. Mi》 - 王祖藍
- 《明日恩典》 - 容祖兒
- 《窮孩子》 - 李紫昕、莫凱謙
- 《媽媽超人》 - 薛家燕
- 《快樂小博士》 - 王菀之
- 《哪吒傳奇》 - 黃宗澤

## 最受爹地媽咪歡迎兒歌大獎
- 《媽媽超人》 - 薛家燕

## 最佳兒歌歌曲大獎
- 《光明的捐獻》 - 作曲：陳永華（填詞：鄭國江　主唱：香港兒童合唱團）

## 最佳兒歌歌詞大獎
- 《窮孩子》 - 作曲、填詞：李紫昕（主唱：李紫昕，莫凱謙）

## 兒歌金曲銅獎
- 《哪吒傳奇》 - 黃宗澤

## 兒歌金曲銀獎
- 《星夢馬戲》 - 楊思琦

## 兒歌金曲金獎
- 《明日恩典》 - 容祖兒